# Дело «Олимпа»
Дело «Олимпа» — уголовное дело, инициированное в 2019 году Комитетом национальной безопасности Казахстана в отношении деятельности букмекерских компаний «OLIMP KZ», «Alpha-bet» и «Onlybet» по обвинениям в незаконном игорном бизнесе, уклонении от уплаты налогов, легализации имущества и участии в преступной группе.
Дело «Олимпа» возникло спустя две недели после проведенной «Олимпом» в качестве лидера «Ассоциации Букмекеров Казахстана» общеказахстанской пресс-конференции, в ходе которой «Олимп» публично обвинил чиновников профильного министерства в создании (в угоду собственным бизнес-интересам) частной монополии — единого букмекерского оператора под названием «Центр учета ставок».
Вслед за «Олимпом» уголовные дела были также открыты и в отношении других букмекеров Казахстана: в уголовных процессах с 2020 г. находились компании «Profit betting», «StavkaBet», «PariMatch.kz», «Finbet», «Triumph», «Фаворит».
После ликвидации «Олимпа» через уголовные дела частная монополия «Центр учета ставок», с созданием которой «Олимп» боролся около двух лет, была узаконена всего за несколько месяцев. В 2021 г. за взятку от «Центра учета ставок» к уголовной ответственности был привлечен Вице-министр туризма и спорта Казахстана Сакен Мусайбеков. Выдвинутые «Олимпу» обвинения опровергались заключениями специалистов (среди которых PricewaterhouseCoopers), бизнес-омбудсменом Казахстана, результатами негласных следственных действий, показаниями многочисленных свидетелей и другими материалами дела. Вмененные в вину налоги были доначислены на деятельность, признанную незаконным игорным бизнесом, в то время как налогообложение нелегальной деятельности недопустимо.
Тем не менее, в результате дела «Олимпа» сотрудники компании (включая женщин, которые имели несовершеннолетних детей, в том числе грудных), были приговорены к различным тюремным срокам.
Не дожидаясь проведения судебного разбирательства, у других участников дела было конфисковано и обращено в собственность государства все их имущество, что означало признание их виновными по всем выдвинутым обвинениям и нарушало презумпцию невиновности.
В марте 2024 г. родственники осужденных обратились с открытым видеообращением к Президенту Казахстана Касым-Жомарту Токаеву с просьбой пересмотреть дело «Олимпа», появившееся во времена «Старого Казахстана», и дать указания силовикам перестать игнорировать допущенные нарушения.

## Предпосылки уголовного преследования
«Олимп» осуществлял деятельность в Казахстане с 2007 г. и являлся самой крупной букмекерской компанией страны.
Летом 2018 г. Министерство туризма и спорта Казахстана под руководством ныне осужденных Арыстанбека Мухамедиулы и Сакена Мусайбекова решило создать в Казахстане монопольного букмекерского оператора пари.
Но Правительство Казахстана, Министерство национальной экономики и другие организации не одобрили такую инициативу.
Несмотря на это, лоббирование создания монопольного букмекерского оператора продолжилось. В 2019 г. была инициирована новая поправка в Закон «Об игорном бизнесе», предусматривающая создание монопольного букмекерского оператора под названием «Центр учета ставок» — частной организации с частным собственником.
Поправка предусматривала, что букмекерские конторы Казахстана получали обязательство проводить все свои ставки через прокладку — сервер частного монополиста «Центр учета ставок», который, в свою очередь, получал право взимать с букмекеров комиссию в размере по своему усмотрению. Частный собственник «Центра учета ставок», соответственно, должен был моментально стать миллиардером.
По подсчётам СМИ, частная монополия «Центр учета ставок» должна была зарабатывать около 20-25 миллиардов тенге в год за счёт получения 4 % комиссии за каждую ставку в стране.
В октябре 2019 г. «Олимп» и другие казахстанские букмекеры из состава «Ассоциации Букмекеров Казахстана» провели общеказахстанскую пресс-конференцию, на которой публично выдвинули обвинения, что «Центр учета ставок» создается в угоду чьим-то бизнес-интересам.
Через две недели после пресс-конференции в отношении «Олимпа» было открыто уголовное дело, после чего в офис «Олимпа» ворвался спецназ Комитета национальной безопасности Казахстана (КНБ), который на тот момент возглавляли ныне осужденные Карим Масимов и Даулет Ергожин.
КНБ сделал всё для немедленного прекращения работы «Олимпа»: вырвал с корнем сервер, парализовал работу офиса, уложил лицом в пол обычных сотрудников, арестовал банковские счета, а в конце приостановил букмекерскую лицензию.
После ликвидации «Олимпа» через уголовные дела планы чиновников были быстро реализованы — частная монополия «Центр учета ставок», против создания которой «Олимп» боролся около двух лет, был узаконен всего за несколько месяцев.

## Уголовное дело за незаконный игорный бизнес
Основанием появления спецназа КНБ в офисе «Олимпа» стало уголовное дело о незаконном игорном бизнесе по ст. 307 Уголовного кодекса Казахстана, инициированное региональным отделением КНБ в г. Алма-Аты, который на тот момент возглавлял ныне осужденный Нурлан Мажилов.
Уголовное дело было возбуждено сразу по квалифицирующим признакам в виде особо крупного размера в составе преступной группы (ч. 3 п.п. 1,2 ст. 307 Уголовного кодекса Казахстана), в то время как на день возбуждения уголовного дела отсутствовали доказательства как особо крупного ущерба, так и преступной группы.
Кроме того, возбуждение данного уголовного дела Комитетом национальной безопасности нарушало установленные законодательством Казахстана правила о подведомственности — дела о незаконном игорном бизнесе являлись компетенцией органов экономических расследований, а не КНБ, а согласие прокуратуры на ведение дела органами КНБ было получено лишь после начала дела.
К незаконному игорному бизнесу КНБ отнес легально функционирующие во многих странах мира продукты «BetGames», названные следствием «онлайн-казино», хотя фактически они являлись прямыми трансляциями игровых событий, проводимыми компанией «Zaidimai» в Европе, и к онлайн-казино не относились.
«Олимп», как и остальные букмекеры Казахстана, открыто работал с «Betgames» много лет. Прием ставок на результаты событий «Betgames» ничем не отличался от приема ставок на результаты мировых спортивных событий, и происходил публично через зарегистрированные в налоговых органах кассы и сайт «Олимпа» в Интернете. За многолетний период использования «Betgames» никогда не получал претензий по данному продукту.
Тем не менее, КНБ внезапно назвал эту деятельность онлайн-казино и объявил вне закона.

## Уголовное дело за уклонение от уплаты налогов
По уголовному делу о незаконном игорном бизнесе КНБ дополнительно назначил налоговую проверку. В актах о результатах налоговой проверки налоговый инспектор Департамента государственных доходов г. Алма-Аты Нурлан Кожагелдиев указал, что «Олимп» занимался незаконным игорным бизнесом в виде онлайн-казино «BetGames», а затем доначислил на указанную нелегальную деятельность более 90 миллиардов тенге «налога на игорный бизнес» и «индивидуального подоходного налога у источника выплаты» (подоходный налог клиентов «Олимпа», за которых «Олимп» должен был перечислять этот налог в бюджет).
В то же время, согласно заключению этого же самого налогового инспектора Нурлана Кожагелдиева, незаконный игорный бизнес налогообложению не подлежит. Тем не менее, это не остановило его от доначисления налогов.
Помимо прочего, налоговый инспектор Нурлан Кожагелдиев исключил из налоговой проверки все бухгалтерские документы «Олимпа» за 5-летний период, подтверждавшие выплаты наличных денег клиентам, сделанные в кассах «Олимпа», работавших во всех регионах Казахстана.
Изъятые в ходе обыска первичные бухгалтерские документы «Олимпа», в выемке которых налоговый инспектор Нурлан Кожагелдиев участвовал лично, также не были учтены в ходе проверки и были возвращены как «не представляющие следственного интереса».
Данные действия налогового инспектора привели к тому, что по актам налоговой проверки выплаченная наличными деньгами сумма выплат клиентам за 5 лет составила, таким образом, 0 тенге.
Исключение выплаченных наличных денег клиентам, которые являлись расходами компании, увеличило доходную часть «Олимпа» до 80 % от оборота, в то время как, согласно международным исследованиям компании «Dentons», доходы букмекерских контор Казахстана составляют 5-15 % от оборота.
Все наличные деньги, которые в течение 5 лет «Олимп» доставлял из г. Алма-Аты на свои более чем 300 касс, открытых во всех регионах Казахстана, и которые затем выплачивались клиентам «Олимпа», КНБ назвал «денежными средствами, вывезенными зарубеж», полностью игнорируя многочисленные одинаковые показания разных работников «Олимпа» из числа кассиров региональных касс.
В итоге КНБ инициировал в отношении «Олимпа» новое уголовное дело за уклонение от уплаты налогов по ст. 245 Уголовного кодекса Казахстана.
PricewaterhouseCoopers, бизнес-омбудсмен Казахстана, а также ведущие казахстанские специалисты в области налогообложения подтвердили неправомерность как доначисленных налогов, так и обвинений в их неуплате. В заключениях указанных лиц был зафиксирован факт необоснованного доначисления налогов на деятельность «BetGames», объявленную незаконным игорным бизнесом, в связи с чем обвинения в неуплате налогов по ст. 245 Уголовного кодекса Казахстана отмечены как излишне вмененные. Совершенное доначисление налогов на незаконный игорный бизнес равнозначно, например, начислению налогов на деятельность по продаже наркотиков.

## Приостановление лицензии
По инициативе КНБ также дополнительно был инициирован процесс приостановления лицензии «Олимпа», в качестве основания которого заявлялось отсутствие у «Олимпа» сервера на территории Казахстана. Имевшийся в офисе «Олимпа» сервер следствие признало не настоящим.
29 ноября 2019 г. Специализированный межрайонный административный суд г. Алма-Аты вынес постановление о приостановлении лицензии «Олимпа».
Следствием и судом были проигнорирован как факт фискализации сервера в соответствии с законодательством Казахстана, так и то, что контрольная ставка на данный сервер фактически поступила. Кроме того, этот же самый сервер в 2016 г. уже проверялся привлеченным налоговым органом IT-специалистом, который подтвердил его подлинность, нахождение в Казахстане и актуальность содержащихся в нем данных.
Несмотря на то, что постановление административного суда подлежало обжалованию в апелляционную инстанцию и не вступило в законную силу, судья в день его вынесения поставила отметку о вступлении постановления в силу. С помощью жалоб на действия судьи адвокатам «Олимпа» удалось добиться исключения незаконной отметки о вступлении в силу.
В 2021 г. в ходе судебного процесса над обвиняемыми по делу «Олимпа» выявился факт подлога заключения об отсутствии у «Олимпа» сервера в Казахстане — были обнаружены две версии заключения с различным содержанием. Судом данный факт был проигнорирован.

## Судебный процесс
В 2021 г. начался судебный процесс над обвиняемыми по делу «Олимпа», в ходе которого налоговый инспектор Департамента государственных доходов г. Алма-Аты Нурлан Кожагелдиев подтвердил, что не выделил из общего оборота «Олимпа» обороты продуктов «BetGames», признанные незаконным игорным бизнесом, и произвел доначисление более 90 млрд тенге налогов на деятельность «BetGames».
На вопрос защиты о причинах не выделения оборота «BetGames» налоговый инспектор Нурлан Кожагелдиев ответил, что оборот «BetGames» якобы на исчисление налогов не влиял, что вынудило защиту заявить о противоречии, зачитав заключение этого же самого налогового инспектора о недопустимости налогообложения незаконного игорного бизнеса.
Данное противоречие было проигнорировано судом.
В судебном заседании налоговый инспектор Нурлан Кожагелдиев также подтвердил, что у него в офисе находилась первичная бухгалтерская документация «Олимпа» по выплаченным наличными деньгами выигрышам, сделанным на кассах в регионах. Но данная документация не была им исследована, как не были исследованы и первичные бухгалтерские документы, изъятые в ходе обыска в офисе «Олимпа», в выемке которых налоговый инспектор Нурлан Кожагелдиев участвовал лично.
Во время суда также выявился факт подлога заключения об отсутствии у «Олимпа» сервера в Казахстане — были обнаружены две версии заключения с различным содержанием. Судом данное обстоятельство был проигнорировано.
В ходе судебного разбирательства одинаковые показания дали множество разных свидетелей — работников компании «Олимп», включая кассиров из региональных касс. Все эти свидетели подтвердили, что региональные кассы регулярно выплачивали наличные деньги клиентам «Олимпа» в качестве выигрышей по ставкам. И наличные деньги для выплат клиентам доставлялись на кассы из головного офиса «Олимпа» в г. Алма-Аты.
Приговором Алмалинского районного суда г. Алма-Аты от 28 июня 2021 г. подсудимые были признаны виновными с назначением различных тюремных сроков от 5,5 до 8,5 лет с конфискацией имущества. Наказание в виде лишения свободы было назначено женщинам, имевшим несовершеннолетних детей, в том числе грудных.
Суд признал всех подсудимых виновными в вывозе денежных средств за пределы Казахстана, определив вину в том, что они «возили» наличные деньги на кассы «из г. Алма-Аты в г. Нур-Султан», хотя данные действия не являлись противоправными.
Также суд признал всех подсудимых участниками преступной группы с января 2014 г., хотя многие подсудимые начали свою трудовую деятельность в «Олимпе» после 2016 г..
Дополнительно, по гражданскому иску с каждого осужденного солидарно были взысканы доначисленные компании «Олимп» налоги более 90 млрд тенге.

## Игнорирование судом преюдиции по аналогичному уголовному делу
В судебной практике Казахстана имелась преюдиция по абсолютно аналогичному уголовному делу — приговор Алмалинского районного суда г. Алма-Аты от 11 августа 2020 г. в отношении директора компании «PariMatch.KZ».
Дело компании «PariMatch.KZ» и дело «Олимпа» начались практически одновременно и были инициированы по факту использования того же самого продукта «BetGames». Однако несмотря на одинаковое начало обоих дел, они расследовались и завершились совершенно по-разному.
В отношении компании «PariMatch.KZ» после возбуждения дела о незаконном игорном бизнесе не были выдвинуты обвинения в неуплате налогов и участии в преступной группе.
В то же время по делу «Олимпа» деятельность «BetGames», внезапно объявленная незаконным игорным бизнесом, была обложена налогами и «Олимп» получил неправомерные обвинения одновременно по взаимоисключающим друг друга статьям 245 и 307 Уголовного кодекса Казахстана, хотя дело «Олимпа» ничем не отличалось от дела компании «PariMatch.KZ».
Если в деле компании «PariMatch.KZ» осужденный был приговорён к денежному штрафу и сотрудники компании «PariMatch.KZ» (которые ничем не отличались от сотрудников «Олимпа») не объявлялись участниками преступной группы, то в деле «Олимп» осужденные получили суровые наказания в виде лишения свободы от 5,5 до 8,5 лет с конфискацией имущества, с наложением гражданского иска более 90 миллиардов тенге солидарно, без права на УДО или ЗМН.

## Решение Генеральной прокуратуры Казахстана о пересмотре дела и сопротивление в его пересмотре на местах
Летом 2023 г. родственники осужденных по делу «Олимпа» объединились с целью добиться пересмотра уголовного дела и его рассмотрения по закону, о чем ими было подано соответствующее коллективное ходатайство в Генеральную прокуратуру Казахстана.
13 сентября 2023 г. Генеральная прокуратура Казахстана усмотрела наличие оснований для пересмотра уголовного дела «Олимпа» по вновь открывшимся обстоятельствам, в связи с чем поручила прокуратуре г. Алма-Аты провести соответствующую проверку.
В свою очередь, прокуратура г. Алма-Аты перепоручила проведение проверки Департаменту КНБ по г. Алма-Аты — то есть решение вопроса о пересмотре дела «Олимпа» было отдано тому органу, действия которого и были обжалованы семьями осужденных.
В феврале 2024 г. КНБ направил в прокуратуру г. Алма-Аты материал об отсутствии вновь открывшихся обстоятельств для пересмотра дела «Олимпа», вступив, тем самым, в прямое противоречие с решением Генеральной прокуратуры о наличии таких обстоятельств.
27 февраля 2024 г. прокуратурой г. Алма-Аты материалы возвращены в Департамент КНБ по г. Алма-Аты для проведения дополнительной проверки, с указанием, что «проверка окончена без учета всех обстоятельств, в частности не проведено ни одного следственного действия».
19 марта 2024 г. прокуратура г. Алма-Аты направила в Департамент КНБ по г. Алма-Аты указание о необходимости проведения допросов ряда специалистов.
25 марта 2024 г. родственники осужденных по делу «Олимпа» обратились с открытым видеообращением к Президенту Казахстана Касым-Жомарту Токаеву, с просьбой дать указание силовикам перестать игнорировать допущенные по делу нарушения и пересмотреть уголовное дело.
Видеообращение родственников также содержало в себе 5-минутное расследование, с информацией о признаках заказного характера дела со стороны чиновников Старого Казахстана из-за борьбы «Олимпа» с созданием частной монополии — единого букмекерского оператора «Центра учета ставок».
19 апреля 2024 г. в прокуратуре г. Алма-Аты состоялась встреча в рамках перепроверки дела «Олимпа» с участием представителя Генеральной прокуратуры Казахстана, прокуратуры г. Алма-Аты и Департамента КНБ по г. Алма-Аты.
Налоговый инспектор Департамента государственных доходов по г. Алма-Аты Нурлан Кожагелдиев, который доначислил «Олимпу» более 90 млрд тенге налогов, также присутствовал на встрече и сообщил, что в Налоговом кодексе нет нормы о том, что нельзя облагать налогами незаконный игорный бизнес. В то же время, в материалах дела имелось заключение этого же самого налогового инспектора Нурлана Кожагелдиева, в котором он прямо утверждал, что незаконный игорный бизнес налогами не облагается.
В этой связи родственники осужденных по делу «Олимпа» обратилась в Генеральную прокуратуру Казахстана с заявлением о принятии мер по факту введения в заблуждение представителя Генеральной прокуратуры.
3 мая 2024 г. КНБ направил в прокуратуру г. Алма-Аты повторный материал об отсутствии вновь открывшихся обстоятельств для пересмотра дела «Олимпа». Специалисты, о допросе которых было дано прямое указание прокуратуры г. Алма-Аты, в итоге допрошены не были.
В настоящее время все материалы дела «Олимпа» истребованы Генеральной прокуратурой Казахстана.
В мае 2024 г. коллектив родственников осужденных по делу «Олимпа» направил в Генеральную прокуратуру Казахстана коллективное ходатайство о принесении протеста в порядке кассации в Верховный суд Казахстана для пересмотра дела.

## Смерть Жанибека Жауырова
Противоречивое уголовное преследование БК «Олимп», начатое в 2019 году, обернулось смертельной трагедией. Тяжелобольной Жанибек Жауыров, один из обвиняемых по «Делу Олимпа», умер в заключении после незаконного отказа суда в его освобождении по состоянию здоровья, что вызвало новые вопросы о законности всего дела, а также работе правоохранительной и судебной систем Казахстана.
Жанибек Жауыров (29 октября 1975 — 23 июля 2024) — казахстанский предприниматель с заболеванием «цирроз печени», осужденный по резонансному делу букмекерской компании «Олимп». Умер в заключении при обстоятельствах, вызвавших широкий общественный резонанс и критику судебной системы Казахстана. Его смерть стала кульминацией противоречивого уголовного преследования БК «Олимп», которое многие эксперты считают политически мотивированным.
Арест по делу БК «Олимп»
Тяжелобольной Жанибек Жауыров, с 2013 года страдавший заболеванием печени, оказался в тюрьме в рамках масштабного уголовного дела против компании «Олимп». Это дело, известное как «Дело Олимпа», вызвало много вопросов у правозащитников и экспертов из-за возможной политической подоплеки и грубых нарушений в ходе следствия. В частности, «Олимпу» начислили свыше 90 млрд тенге налогов на деятельность «BetGames», которую признали «незаконным игорным бизнесом», хотя нелегальная деятельность не подлежит налогообложению.
До ареста Жауыров уже более 10 лет состоял на учете у врачей с диагнозом цирроз печени. Несмотря на это, он был отправлен в тюрьму, что впоследствии привело к резкому ухудшению его здоровья.
Состояние здоровья и отказ в освобождении
К началу 2024 года, на фоне продолжающегося разбирательства по делу «Олимпа», состояние здоровья Жауырова значительно ухудшилось. Он был признан инвалидом 1-й группы.
К лету 2024 г. цирроз печени у Жанибека Жауырова достиг терминальной стадии. Помимо цирроза, пищевод Жанибека Жауырова был эррозирован до такой степени, что часть его заменена на пластиковую трубку. Состояние Жанибека Жауырова оценивалось как критическое.
7 июля 2024 года специальная медицинская комиссия диагностировала у него следующие заболевания: «Код МКБ-10.К 74. Цирроз печени класс С по СТР (11 баллов), MELD — 17 баллов, в исходе гепатита С со слабовыраженной биохимической активностью. Печеночно-клеточная недостаточность, декомпенсация, вторичная коагулопатия. Печеночная энцефалопатия тип С, непрерывно прогрессирующее течение», что по закону Казахстана является основанием для освобождения от отбывания наказания. Цирроз печени входит в перечень заболеваний, являющихся основанием для освобождения от отбывания наказания согласно Приказа Министра здравоохранения от 30 июня 2022 г.
17 июля 2024 года, несмотря на тяжелое состояние Жауырова и рекомендации врачей, судья города Конаев Максат Амиркулов отказал в его досрочном освобождении. Это решение многие связали с политическим характером дела, поскольку чтобы не выпустить Жанибека на свободу, судья вписал в свое постановление фамилию другого осужденного и указал там другой диагноз. Дополнительно, судья Максат Амиркулов указал, что Жауыров агрессивен и его болезнь опасна для окружающих, хотя таких сведений в заключении Специальной медицинской комиссии не имелось.
Судья полностью проигнорировал мнение присутствовавших на процессе членов Специальной медицинской комиссии и не дал ему оценку.
Цирроз - необратимый процесс. Никто класс С третьей стадии лечить не может, нужна пересадка органа. Пациент был осмотрен трансплантологом, поставлен на лист ожидания. У нас в стране донора нет, возможно, за пределами, например в Беларуси.
Гепатолог-гастроэнтеролог научного центра Балжан Абжапарова
За все время нахождения тяжелобольного Жанибека Жауырова в тюрьме судья города Конаева Максат Амиркулов трижды отказывал ему в освобождении, вопреки законным основаниям.
Смерть и реакция общественности
23 июля 2024 года Жанибек Жауыров скончался в реанимации, не дождавшись рассмотрения апелляции. Его смерть вызвала широкий общественный резонанс и новую волну критики в адрес следствия и судов по делу «Олимпа».
2 августа 2024 года состоялась пресс-конференция с участием родственников Жауырова и других осужденных по делу «Олимпа». Правозащитница Анна Солодова из «Коалиции НПО Казахстана против пыток» охарактеризовала смерть Жанибека Жауырова как пытки и жестокое обращение, запрещенные международным правом:
В Конституции в ст. 17 четко прописано, что никто не может быть подвержен пыткам и жестокому обращению. Кроме этого, Казахстан взял на себя добровольные, подчеркиваю, добровольные обязательства по нескольким международным конвенциям и пактам. И там заключена свобода от пыток. Свобода от пыток является абсолютным правом. В данной ситуации, к сожалению, это не первичный случай. Как вы говорили, это система, которая не создала условия содержания для того, чтобы люди с инвалидностью там находились. Я так полагаю, от лица организации мы можем посодействовать для планирования стратегической судебной тяжбы, потому что это дело может быть рассмотрено Комитетом ООН против пыток и Комитетом по правам человека по ряду статей. Кроме того, на самом деле те обстоятельства, о которых мы говорили: длительное неоказание своевременной медицинской помощи, отсутствие доступа к специалистам, понимание заключения врачей, экспертов, которые говорят, что человеку срочно необходима медицинская помощь, но при этом она не оказывается – это пытки, жестокое обращение. Человек в изоляции не может обратиться к специалисту по своему усмотрению, человек не имеет доступа в гражданские больницы. И тогда остается вопрос – государство должно нести за это ответственность. И, к сожалению, в этой ситуации, крайне сложно добиваться справедливости, потому что человека нет и он не может сказать то, что он переживал и то, что он чувствовал. И есть уже ряд дел, которые были вынесены международными инстанциями, которые подтверждают эти обстоятельства. Поэтому мы готовы оказывать содействие и помогать с точки зрения правовой системы.
Эксперты и общественные деятели также указали на возможную связь отказа в освобождении Жауырова с заказным характером дела против «Олимпа». Они подчеркнули, что это дело, начатое в 2019 году, имело признаки политического преследования и было направлено на ликвидацию крупного игрока на букмекерском рынке Казахстана, который выступал против законопроекта о создании частной монополии в букмекерской сфере под названием «Центр учета ставок». После ликвидации «Олимпа» через уголовные дела, частный «Центр учета ставок», с созданием которого «Олимп» боролся несколько лет, был узаконен всего за несколько месяцев.
Критика и последствия
Смерть Жауырова усилила критику судебной системы Казахстана и привлекла международное внимание к делу «Олимпа». Это событие рассматривается как яркий пример проблем в системе правосудия страны и вызывает вопросы о соблюдении прав человека в пенитенциарной системе Казахстана.
Родственники осужденных и правозащитники призвали к пересмотру дела «Олимпа» и наказанию виновных в смерти Жауырова, подчеркивая, что каждый день промедления может привести к новым трагедиям и дальнейшему ущербу репутации Казахстана на международной арене.